# Атака по ошибкам вычислений на эллиптические кривые, использующие алгоритм Монтгомери
Атака по ошибкам вычислений на эллиптические кривые, использующие алгоритм Монтгомери — один из способов атаки по сторонним каналам, направленный на конкретный алгоритм скалярного умножения (алгоритм Монтгомери), использующийся в криптосистемах построенных на эллиптических кривых.

## Краткие сведения об эллиптических кривых
Эллиптические кривые являются надёжным инструментом, при помощи которого можно построить криптосистему с открытым ключом
.

### Определение
Предполагается, что существует конечное поле нечётной характеристики {\displaystyle p>3}, обозначаемое {\displaystyle F_{p}}
. Тогда в поле {\displaystyle F_{p}\cup \{O\}} может быть задана ЭК в форме Вейерштрасса:
{\displaystyle E(F_{p})=\{(x,y):\;y^{2}=x^{3}+Ax+B;\;4A^{3}+27B^{2}\neq 0,\;\forall A,B\in F_{p}\}\cup \{O\}}
Для удобства вычислений данный вид может быть преобразован переходом к проективным координатам Якоби. В таком случае эллиптическая кривая будет иметь вид:
{\displaystyle E(F_{p})=\{(X:Y:Z):\;ZY^{2}=X^{3}+AZ^{2}X+Z^{3}B;\;4A^{3}+27B^{2}\neq 0,\;\forall A,B\in F_{p},\;Z\neq 0\}\cup \{O\}}

### Сложение двух точек эллиптической кривой
Сложение двух точек {\displaystyle P} и {\displaystyle Q} на эллиптической кривой легче всего понять при помощи геометрической иллюстрации.
| ECClines.svg |

В простейшем случае (1), когда {\displaystyle P\neq Q} сложение производится путём проведения прямой через суммируемые точки
.
Данная прямая пересечёт эллиптическую кривую в третьей точке {\displaystyle R}. Тогда симметричную эй точку {\displaystyle -R} и называют суммой двух точек {\displaystyle P} и {\displaystyle Q} на эллиптической кривой.
Существуют и другие ситуации" (2-4), определение сложения в которых требует особого рассмотрения:
Случай (2) отражает ситуацию, в которой прямая, проходящая через суммируемые точки оказалась касательной к эллиптической кривой. Здесь полагают, что в точке Q прямая не касается эллиптической кривой, а пересекает её в двух очень близких

точках так, что обе можно считать равными {\displaystyle Q}. Тогда можно сказать, что {\displaystyle Q+Q=-P}, другими словами {\displaystyle P+Q=-Q}
Особенность (3) в том, что получившаяся прямая параллельна оси ординат, вследствие чего третьей точки, которая бы принадлежала и прямой и эллиптической кривой не существует. Но, поскольку {\displaystyle Q=-P} получается, что {\displaystyle P+Q=O}
Последний случай (4) — комбинация (2) и (3). Получаем, что {\displaystyle P+P=O}.

### Скалярное умножение
Далее определим операцию умножения точек эллиптической кривой на число. Пускай выбрана точка {\displaystyle P} на эллиптической кривой и целое число {\displaystyle k} длиной {\displaystyle n} бит. Затем путём {\displaystyle k}-кратного сложения точки {\displaystyle P} самой с собой получается точка {\displaystyle kP}, лежащая на той же эллиптической кривой, в силу свойств поля, в котором производится операция многократного сложения.
Пример простейшего алгоритма скалярного умножения:
```
Input: k, P
Output: kP

1: Q = P
2: for i = n-2 down to 0:
3:     Q = 2Q
4:     if k[i] == 1:
5:         Q = Q + P
6: return Q
```

## Предложенная атака
В 2008 году в статье Пьера-Алана Форке

была обнаружена уязвимость алгоритма Монтгомери.
Авторы отметили, что недостаток алгоритма Монтгомери заключается в том, что вычисление значения точки на кривой производится лишь на последней итерации цикла, а во время промежуточных шагов принадлежность полученной точки эллиптической кривой не подтверждается
. Отсюда возникает возможность для атаки по ошибке вычислений.
В статье предлагается использовать вспомогательную кривую {\displaystyle E'}. Вводимая кривой является изоморфной основной кривой {\displaystyle E} в поле {\displaystyle F_{p^{2}}}, но не в {\displaystyle F_{p}}. Таким образом
:
{\displaystyle \forall x\in F_{p}:g(x)\equiv x^{3}+ax+b\neq 0},
если {\displaystyle g(x)} является квадратичным остатком, то {\displaystyle x} будет являться абсциссой точки на {\displaystyle E}.
В противном случае существует две возможности:
1. Рассмотреть новую группу точек на {\displaystyle E} таких что {\displaystyle y\in F_{p^{2}}}
2. Использовать абсциссу точки на кривой {\displaystyle E'}, получая то же самое значение {\displaystyle y}

Предположив, что вспомогательная кривая является криптографически более слабой, можно внести ошибку в значение абсциссы входной точки, переводя её с основной кривой на вспомогательную.
В своем оригинальном варианте алгоритм Монтгомери не проводил проверку принадлежности результата исходной эллиптической кривой, вследствие чего злоумышленнику необходимо было вносить ошибку лишь в самом начале вычислений. Авторы статьи про атаку предложили простое решение данной проблемы, а именно проверку того, что результат принадлежит исходной кривой. Таким образом алгоритм выглядит следующим образом:
```
Input: k, P
Output: kP

1: compute kP
2: if kP is on the curve, i.e. <math>x^3 + ax + b</math> is a square:
3:     return kP
4: else:
5:     return Error
```

.
Эта мера оказалась недостаточной, поскольку далее авторы приводят способ преодоления данной проверки.. Идея основана на изменении результата вычислений прямо перед проведением проверки. Абсцисса {\displaystyle x} результата вычислений {\displaystyle kP} может быть изменена злоумышленником при помощи побитового сложения {\displaystyle x\oplus \epsilon }, обозначаемая {\displaystyle kP\oplus \epsilon }, с вероятностью {\displaystyle 1/2} принадлежащая кривой. Само значение {\displaystyle \epsilon } злоумышленнику неизвестно, но может быть определено из соображений, что вносимая ошибка изменяет только первые {\displaystyle s} регистров из {\displaystyle n}. За {\displaystyle 2^{s}n/s} можно подобрать {\displaystyle \epsilon }, что довольно долго для больших значений {\displaystyle n}.
Но существует гораздо быстрый способом, который и предлагают использовать авторы. Злоумышленнику достаточно двух шагов атаки по ошибкам вычислений. Внеся в один и тот же результат различные ошибки {\displaystyle \epsilon } {\displaystyle \epsilon '} можно понять какие именно регистры были изменены, таким образом получив возможность обойти проверку, а далее решить задачу дискретного логарифмирования
 для нахождения секретного ключа {\displaystyle k}.
А прямо перед окончанием вычислений вносится ещё одна ошибка, для перемещения точки обратно на основную кривую.
Учитывая особенности алгоритма Монтгомери
такой перенос будет незаметным с точки зрения вычислений. Дополнительно будет пройдена одна из самых часто встречающихся проверок: принадлежность итоговой точки исходной кривой.

## Способы отражения атаки
Простейшей идеей является проверка промежуточных значений {\displaystyle Q_{0}}. Но поскольку все операции производятся в проективных координатах, непосредственное нахождение значения в точке на каждой итерации цикла будет вычислительно сложной задачей, что значительно снизит эффективность алгоритма, полученную за счёт отказа от {\displaystyle y}-координаты. Поэтому необходимы другие способы отражения атаки
.

### Защита Эбейд-Ламберта
Для избавления от дорогостоящих вычислений, предлагается оценивать значение точки {\displaystyle Q_{0}=(x_{0},y_{0})=(X_{0}:Y_{0}:Z_{0})} в проективных координатах, а именно {\displaystyle Y_{0}}. После этого с помощью всего одной операции инверсии получится нужное для проверки {\displaystyle y_{0}}. Для начала, формулу для вычисления значения {\displaystyle y_{0}} приводится к следующему виду, путём подстановки проективных координат точек {\displaystyle Q_{0}=(X_{0}:\;.\;:Z_{0})} и {\displaystyle Q_{1}=(X_{1}:\;.\;:Z_{1})}:
{\displaystyle y_{0}={\dfrac {2B+(A+x{\dfrac {X_{0}}{Z_{0}}})(x+{\dfrac {X_{0}}{Z_{0}}})-{\dfrac {X_{1}}{Z_{1}}}(x-{\dfrac {X_{0}}{Z_{0}}})^{2}}{2y}}}, где {\displaystyle (x,y)} — координаты точки {\displaystyle (Q_{1}-Q_{0})}
{\displaystyle y_{0}={\dfrac {2BZ_{1}Z_{0}^{2}+Z_{1}(AZ_{0}+xX_{0})(xZ_{0}+X_{0})-X_{1}(xZ_{0}-X_{0})^{2}}{2yZ_{1}Z_{0}^{2}}}={\dfrac {Y_{0}'}{Z_{0}'}}}
Далее с помощью одной операции инверсии получается искомое проверочное значение для {\displaystyle y_{0}}.
Дополнительно можно вычислить, {\displaystyle X_{0}'=2yX_{0}Z_{1}Z_{0}} и произвести подстановку в уравнение кривой, получив проверочное соотношение:
{\displaystyle Z'(Y'^{2}-BZ'^{2})=X'(X'^{2}+AZ')}

### Алгоритм LOEDAR
Более эффективным способом отражения описанной выше атаки является алгоритм LOEDAR. Авторы заявляют, что простейшей идеей являлась бы проверка того, что на каждом шаге выполнено равенство {\displaystyle Q_{0}+P\equiv Q_{1}}. Однако проведение такой проверки в исходных координатах затруднительно, поскольку требует непосредственного вычисления {\displaystyle y}-координат всех трёх точек. В проективных координатах необходимо знать {\displaystyle Q_{1}-P=(X_{Q_{1}-P}:\;.\;:Z_{Q_{1}-P})}, что также требует дополнительных вычислений
Предлагается использовать «верификационную точку» {\displaystyle Q_{v}}. Особенность заключается в том, что все вычисления и проверки будут по-прежнему осуществляться в проективных координатах {\displaystyle (X:\;.\;:Z)}, поскольку на любом шаге алгоритма выполняется соотношение {\displaystyle Q_{1}+Q_{v}=2Q_{0}}. Таким образом алгоритм будет выглядеть следующим образом:
```
Input: k, P
Output: kP
Commentary: Q[2] := Q_v

1: Q[0] = P, Q[1] = 2P, Q[2] = 0
2: for i = k-2 down to 0:
3:     Q[1 - k[i]] = Q[0] + Q[1]
4:     Q[k[i]] = 2Q[k[i]]
5:     Q[2] = Q[2] + Q[k[i]]
6:     # verification part
7:     (Q[2] + Q[1] == 2Q[0]) ? continue : break     
8: return Q[0]
```